# 荻窪えき
荻窪 えき（おぎくぼ えき）は、日本の女優。本名は宮久保 祐紀（みやくぼ ゆき）。
東京都出身。X-QUEST（エクスクエスト）所属。

## 経歴

### デビューに至るまで
東京都で生まれる。3人姉妹の長女。多忙な両親に代わり、祖母と接する機会が多かったことで、古風で伝統を重んじる性格が形作られる。幼少時、叔母に連れていかれたミュージカル、「ピーターパン」、「アニー」に影響を受け、女優業に憧れる一方、小中高と恩師に恵まれたこともあり、教職に就くことも考え始める。厳しい両親の元、女優業への憧れを捨てきれず、「親の同意」を自分で書き、高校時代、初めてオーディションを受ける。大学入学後、教員免許を取得。卒業前に出版社の内定をもらうも、下北沢で見たX-QUEST（エクスクエスト）の舞台(「格闘アクションゲーム　FIGHTING CREATURES」)に衝撃を受け、女優業への憧れが再燃。即座にオーディションを受け、1999年、X-QUEST（当時は「1999 QUEST」）の「研究生」となる。

### デビュー〜「ハラホロシャングリラ」時代
1999年、X-QUESTの舞台 「幕野内家の人々　〜第3種接近遭遇〜」でデビューし、4本の舞台に出演するも、研究生生活は1年で終了。2000年、中野俊成の劇団「ハラホロシャングリラ」のオーディションを受け、合格。正式に所属することとなり、4年間、役者修業に明け暮れる（本人曰く、「楽しい時代」）。その間にも、X-QUESTの舞台には客演として出演。2004年、再びオーディションを受け、X-QUESTに復帰。2005年、正式に劇団員として所属となる。

### 改名
2005年8月、本名の「宮久保祐紀（みやくぼゆき）」の響きに「荻窪駅（おぎくぼえき）」が似ていることから、「荻窪えき」に改名。本人曰く、「酒の席での話が、現実になった」。

### 舞台
1999年のデビュー以来、18年連続で舞台に出演中。2016年2月現在、計53本の作品に出演（「宮久保祐紀」時代に18本、「荻窪えき」で35本）。所属劇団だけでなく、客演にも毎年のように呼ばれ、結果を出し続けている。女医や政治家から、人魚、ダイオウグソクムシ、カニなど、演じる役のふり幅は大きい。

### 転機
2011年3月11日の東日本大震災が一つの転機となる。震災が起こった時間帯、ちょうどその日の夕方の舞台を控えており、高円寺の劇場の地下にある控室で待機していた。そこで、「幕が開くことの奇跡」を改めて感じることとなる。その後は、それまで以上に、一作にかける思いが強くなった。

### 舞台以外の活動
転機となった東日本大震災以降、強くなった「一作にかける思い」を胸に、近年は舞台以外にも、映画、脚本、ネットTV等、活動の場を広げている。

## 人物・エピソード
- 特技はタップダンス。
- 趣味はマッサージ通い、ストレッチ、素潜り。
- 資格は高等学校教諭一種免許状（社会）。
- 好物は、ビール、コーヒー、納豆、牡蠣。
- お風呂、猫、家族好き。
- 飼い猫の名前は「みりん」ちゃん。8年飼っている。
- 好きな俳優は大泉洋、天海祐希。
- 好きな歌手は9101（くどい）。

## 主な活動履歴

### 舞台
- 1999年
  - 「宮久保祐紀」名義でデビュー。
  - X-QUEST 『幕野内家の人々　〜第3種接近遭遇〜』（デビュー作）
  - X-QUEST 『Devil Wonderland』
  - X-QUEST 『色彩組曲MAX　〜最終楽章 ペンタゴンの進化論〜』
- 2000年
  - X-QUEST 『赤と黒。』
  - 劇団『ハラホロシャングリラ』に所属（2000年〜2003年）
- 2001年
  - ハラホロシャングリラ 『受付の女たち』
  - ククルカン 『にたり』
  - ククルカン 『univer』
  - 劇団アクメ 『交響曲』
- 2002年
  - ハラホロシャングリラ 『こわいのキライ』
  - X-QUEST 『エロドラマ（e-DRAMA） 〜宇宙で一番遠くて永い遠距離恋愛〜』
  - X-QUEST 『血む娘（ちむこ）。ザ・ヴァンパイア』
- 2003年
  - X-QUEST 『前略、幕野内家の人々〜special』
  - 劇団アクメ 『二ッ兎』
- 2004年
  - X-QUEST 『金と銀の鬼』
  - X-QUEST 『ショート・パッケージ　〜宇宙の方程式』
  - 劇団BISHOP 『時空寺』
  - 円谷劇団 『銀色の少年』
- 2005年
  - X-QUEST 『(鬼と犬のファンタジー)』
  - 劇団『X-QUEST（エクスクエスト）』に所属（2005年〜現在）
  - 「荻窪えき」に改名。
  - X-QUEST 『イヌのチカラ』
- 2006年
  - X-QUEST 『色彩組曲Remix 〜超伝導ヘキサゴン〜』
  - X-QUEST 『EVE〜歴史の傍観者』
  - X-QUEST 『剣狼　-KENROH-』
- 2007年
  - メロン記念日出演 『私を土星に連れてって』
  - X-QUEST 『金と銀の鬼』
  - ひらり、空中分解。『バンドワゴン』
- 2008年
  - ももいろぞうさん 『真っ赤な真っ赤な物語』
  - モーニング娘。主演 『おじぎ30度オンステージ』
  - X-QUEST 『狼少女ダルマ〜日出処の天女』
  - 演会ジンジャーメーカーズ 『前田』
  - X-QUEST 『森の風子』
- 2009年
  - X-QUEST 『七人の息子』
  - ももいろぞうさん 『キャバレー』
- 2010年
  - X-QUEST 『悪ノ娘　〜凄艶(せいえん）のジェミニ〜』
  - X-QUEST 『演技王』
  - ももいろぞうさん 『PRESENTあ・げ・る』
  - X-QUEST 『七人の息子』
- 2011年
  - ももいろぞうさん 『真っ赤な真っ赤な物語』
  - X-QUEST 『金と銀の鬼』
  - X-QUEST 『ムサ×コジ』
  - ハーフムーンシアターカンパニー『祝宴』
- 2012年
  - X-QUEST 『七人の白雪姫』
  - X-QUEST 『ムサ×コジ×ハイパー』
  - 東京ハイビーム『ホスピタル』
- 2013年
  - X-QUEST 『ブルーアップル　〜紅水母の柩〜』
  - X-QUEST 『ミハルの人魚　－戦慄の人間ミキサー！－』
- 2014年
  - X-QUEST 『ベニクラゲマン　―実験都市マーベラスの逆襲―』
  - ロデオ★座★ヘヴン 『1812』
  - X-QUEST 『ミラージュ・イン・スチームパンク――最終兵器ピノキオ、その罪と罰――』
- 2015年
  - 涙目キューピー『よかったら、共倒れ？』
  - X-QUEST 『金と銀の鬼─チェインソウル─』
  - X-QUEST 『義経ギャラクシー　〜銀河鉄道と五条大橋の999〜』
  - 危婦人 『福憑(フクツキ）〜そこはかとなく忠臣蔵〜』
- 2016年
  - 劇団居酒屋ベースボール　えのもとぐりむ作品集 第8部 『くるわに咲けと』
  - X-QUEST 『神芝居〜アリス・イン・ギガニッポンノワンダーランド〜』
  - ジョ―＆マリ プロジェクト 『熱闘!! 飛龍小学校☆パワード』
  - 劇団勇壮淑女 タイトル未定（2016年7月27日〜）
  - X-QUEST タイトル未定（2016年10月）
- 2024年
  - X-QUEST『色彩組曲〜七人の息子と灰色夜想曲〜』[1]

### 映画
- 『キッキとチェリリン』（2013年）
- 『色即是空』（2013年）- 『ゆうばり国際ファンタスティック映画祭』ファンタランド大賞受賞。
- 『キリミと魚人間』（2015年）- 『ゆうばり国際ファンタスティック映画祭』上映作品。
- 『セッションズ　〜顔〜』（2015年）
- 『セッションズ　〜嘘〜』（2015年）
- 『ゴーストフラワーズ』（2016年2月）- 『ゆうばり国際ファンタスティック映画祭』上映作品。[2]
- 『セッションズ　〜謝罪〜』（2016年）
- 『「超」怖い話2』第参話「撮影」（2017年）- 『夏のホラー秘宝まつり』上映作品。

### CD
- Sailor Ladies 5 『EVE〜歴史の傍観者〜』（2006年）

### 脚本
- 『女房ヶ蟹』（2015年11月）

### CM
- ジャパネットたかた
- ユーキャン
- 味の素

### ツイキャス
- 『シュガステ（Sugar Station）』（2015年3月〜）

### ネットTV
- 『映画チャンネル』（2015年3月〜）

### 写真展
- 荒多恵子個展『ILIS』（2008年）